# 中山台西
中山台西（なかやまだいにし）は、宮城県仙台市青葉区の町丁。郵便番号は989-3207。住民基本台帳に基づく人口は444人、世帯数は165世帯（2025年1月1日現在）。丁目を持たない単独町名であり、住居表示は全域で未実施。

## 地理
仙台市中部、七北田丘陵に位置する。北側は南中山、東側は泉区実沢、南側は中山台、西側は芋沢と接する。西側の芋沢との境界を東北自動車道が通り、東北道を隔てて泉区西中山がある。
もともとは仙台市青葉区芋沢の丘陵だったものの、組合施行の土地区画整理事業として整備が行われ、住宅地となった。仙台市の地区計画としての名称は中山台北地区。

## 歴史
1997年（平成9年）から2011年（平成23年）にかけて土地区画整理事業が行われ、中山台西は誕生した。総事業費は22億4700万円、施行面積は12.0ヘクタール。

### 年表
- 1998年（平成10年）1月19日 - 土地区画整理事業が事業認可される[2]。正式名称は仙台市第二中山吉成地区画整理事業[9]。
- 2011年（平成23年）
  - 12月16日 - 土地区画整理事業が完了し、換地処分が行われる[2]。
  - 12月17日 - 換地処分の効力が生じ、これに伴い中山台西が誕生する。

### 地名の由来
中山台の西に位置するため。

## 世帯数と人口
2025年（令和7年）1月1日現在の世帯数と人口は以下の通りである。
| 町丁     | 世帯    | 人口  |
| -------- | ------- | ----- |
| 中山台西 | 165世帯 | 444人 |
| 計       | 165世帯 | 444人 |

## 小・中学校の学区
小・中学校の学区は以下の通りとなる。
| 町丁     | 丁目 | 小学校       | 中学校       |
| -------- | ---- | ------------ | ------------ |
| 中山台西 | 全域 | 南吉成小学校 | 南吉成中学校 |

## 施設

### 公共

#### 集会所・コミュニティセンター
- 中山台西集会所（中山台西30-3）

#### 公園
- 中山台西公園（中山台西30-1外）
- 中山台西1号緑地（中山台西33番）
- 中山台西2号緑地（中山台西34番）
- 中山台西3号緑地（中山台西35番）
- 中山台西4号緑地（中山台西36番）

### 企業・店舗など
- コスモセルフステーション 中山台SS（中山台西1-8）
- ペットエコ 中山店（中山台西1-1）
- ザ・ガーデン 中山店（中山台西1-1）

## 交通

### 鉄道
- 地区内に鉄道は通っていない。

### バス
- 地区内にバスは通っていない。最寄りのバス停は仙台市営バスの中山台入口もしくは聖和短大前。

この他、イオン仙台中山店の無料送迎バスが地区内を通る。

### 道路
- 地区内に一般県道・一般国道は通っていない。なお、E4 東北自動車道が西側の芋沢との境界を通っている。